# Christliches Therapiezentrum "Filimon"
Das Christliche Therapiezentrum "Filimon" (griechisch Χριστιανικό Κέντρο Απεξάρτησης «Φιλήμων», Christianiko Kentro Apexartisis Filimon) ist eine Einrichtung der Griechischen Evangelischen Kirche.

## Geschichte
Das Therapiezentrum war 1986 eines der ersten in Griechenland. Es wurde von der Ersten Griechischen Evangelischen Kirche in Athen eingerichtet, nachdem Lambros Tsoutsos (Λάμπρος Τσούτσος), ein junger Drogenabhängiger, zum Glauben kam und dadurch auch seine Drogensucht überwand. Er hatte die Vision, ein Rehabilitationszentrum einzurichten, um anderen Menschen die Möglichkeit zu geben, von der Drogensucht loszukommen. Im Zentrum wurden bisher 70 Menschen erfolgreich therapiert. Darüber hinaus bemüht sich die Einrichtung um die Familien der Abhängigen.